# Bugatti Type 35

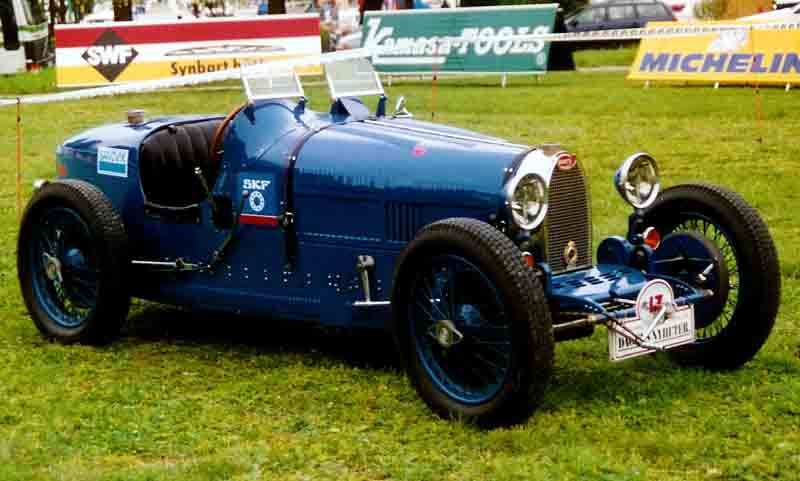
Type 35A Grand Prix
Bugatti Type 35 (Тип 35) — найуспішніший гоночний автомобіль товариства Bugatti. Його характерна особливість дизайну, в принципі як і всіх Bugatti, вигнута вгорі решітка радіатора. Автомобіль, який перемагав у численних перегонах, як Гран Прі, так і рівнинних — Targa Florio.
|                       | Type35           | Type35A | Type35C  | Type35T         | Type35B   | Type37            | Type39                |
| --------------------- | ---------------- | ------- | -------- | --------------- | --------- | ----------------- | --------------------- |
| Довжина мм.           | 3680             | 3680    | 3680     | 3680            | 3680      | 3680              | 3680                  |
| Колісна база мм.      | 2400             | 2400    | 2400     | 2400            | 2400      | 2400              | 2400                  |
| Ширина мм.            |                  | 1320    | 1320     | 1320            | 1320      | 1320              | 1320                  |
| Висота мм.            | 1200             | 1200    | 1200     | 1200            | 1200      | 1200              | 1200                  |
| Вага кг.              | 750              | 750     | 750      | 750             | 750       | 750               | 750                   |
| Двигун                | 2.0L (1991см.к.) | 2.0L    | -        | 2.3L (2262см.к) | 2.3L      | 1.5 L (1496см.к.) | 1.5L,1.1L (1092см.к.) |
| Потужність к.с.(кВт.) | 90 (67)          | -       | 128 (95) | -               | 138 (102) | 60-90 (44-67)     | -                     |
| Гальма                | барабанні        | -       | -        | -               | -         | барабанні         | -                     |
| К-сть авто            | 96               | -       | 50       | 30              | -         | 357               | 10                    |

## Тип 35
Оригінальна модель, була представлена на Гран Прі Ліона 3 серпня 1924,де використали 3-х клапанний 2.0L (1991 см³.)8-циліндровий двигун, що уперше з'явився на Типі 29.Двигун розвивав 90 к.с.(67 кВт.)і 6000 оборотів на хвилину. На автомобілі встановлювали барабанні гальма. Передня вісь булаполегшена через її трубчасту конструкцію.

## Тип 35А
Дещо дешевша версія 35 моделі вийшла в травні 1925 року. Товариство дало ім'я модифікованому автомобілі-Type 35A,хоча громадськість прозвала його «Tecla»-знаменитого виробника штучних коштовностей. Двигун автомобіля теж був трьохклапанний, правда меншого діаметра і меншої потужності.

## Тип 35С
Type 35C-ще інша модифікація 35 Типу. Нова версія обладнювалася нагнітачем, що збільшувало потужність автомобіля до 128 кінських сил (95 кВт.).Також на двигун встановили новий карбюратор Zenith.Тип 35С sport перемагав на французьких Гран Прі 1928 і 1930 року.

## Тип 35Т
В 1926 році Bugatti представив спеціальну версію для участі у перегонах Targa Florio.Гоночний автомобіль обладнали новим і потужним 2.3 L (2262 см к.).Та для участі у чемпіонаті Гран Прі, товариство прредставило іншу, менш потужнішу модифікацію-2.0 L, згідно з регламентом перегонів. З їхньої фабрики зійшло лише 30 таких спорткарів.

## Тип 35В
Завершальна версія серії Type 35,була модифікацією Type 35B.Вона побачила світ 1927 року із таким самим двигуном 2.3 L,але обладнали великим нагнітачем, подібним до Типу 35С. Спочатку її називали Тип 35TC,та змінили на 35В.Звичайно була і збільшена потужність нового автомобіля склала 138 к.с.(102 кВт.).Фабрика Bugatti випусттила 45 екземплярів найпотужнішої із 35-х моделей. Type 35B у 1929 році виграє Гран Прі Франції.

## Тип 37
Шасі і кузов 35 Типу використовувалися для проектування і виробництва Типу 37.Ці типи відрізнялися знову ж таки лише потужністю двигунів. На 37 моделі стояв новий 1.5 L (1496 см к.) на чотири циліндри. Цей двигун теж був трьохклапанним, розвиваючи потужність у 60 кінських сил (44 кВт.).Пізніше такий двигун використовували на новій моделі — Type 40.
Модернізований — Тип 37А із нагнітачем розвивав більше кінських сил -від 80 до 90 (59-67 кВт.).Авто також мало оновлені барабанні гальма.67 екземплярів знайшло своїх власників.

## Тип 39
Тип 39 був в основному ідентичний із Type 35C за винятком його двигуна. Двигун був 1.5 L,із модифікованим колінвалом.
Також була випущена версія із меншим об'ємом — 1.1 L (1092 см к.).В загальному було випущено 10 таких моделей.